# Somos Perú
Somos Perú, ufficialmente Partido Democrático Somos Perú (dallo spagnolo: Partito Democratico Siamo il Perù), è un partito politico peruviano di orientamento cristiano-democratico e social-conservatore fondato nel 1997.
Si affermò su iniziativa dell'allora sindaco di Lima Alberto Andrade, dopo la fuoriuscita dal Partito Popolare Cristiano e la fondazione del movimento Somos Lima.

## Risultati
| Parlamentari 2000 | 715.396                            | 7,20                               | 9 / 120  |
| Parlamentari 2001 | 544.193                            | 5,80                               | 4 / 120  |
| Parlamentari 2006 | Fronte di Centro                   | Fronte di Centro                   | 1 / 120  |
| Parlamentari 2011 | Alleanza Perù Possibile            | Alleanza Perù Possibile            | 2 / 120  |
| Parlamentari 2016 | Alleanza per il Progresso del Perù | Alleanza per il Progresso del Perù | 0 / 130  |
| Parlamentari 2020 | 895.700                            | 6,05                               | 11 / 130 |
| Parlamentari 2021 | 788.522                            | 6,13                               | 5 / 130  |
| 1. 2. 3.          |                                    |                                    |          |